# Kamenická Stráň
Kamenická Stráň (německy Kamnitzleiten) je malá vesnice v okrese Děčín, část obce Růžová. Nachází se čtyři kilometry západně od Jetřichovic a tři kilometry východně od Růžové. Vesnice slouží převážně k rekreačním účelům.

## Historie
První písemná zmínka o vesnici pochází z roku 1614.
Po druhé světové válce došlo v obci k vysídlení původních německých obyvatel. Kamenická stráň se 46 domy a osada Dolský Mlýn se třemi domy byly administrativně připojeny k obci Růžová v roce 1947.

## Obyvatelstvo
Při sčítání lidu v roce 1921 ve vsi žilo 157 obyvatel (z toho 66 mužů), z nichž byl jeden Čechoslovák, 155 Němců a jeden cizinec. Kromě pěti evangelíků byli římskými katolíky. Podle sčítání lidu z roku 1930 měla vesnice 152 obyvatel německé národnosti. Většina se jich hlásila k římskokatolické církvi, ale čtyři lidé byli evangelíky a jeden bez vyznání.
|                                                                 | 1869 | 1880 | 1890 | 1900 | 1910 | 1921 | 1930 | 1950 | 1961 | 1970 | 1980 | 1991 | 2001 | 2011 |
| --------------------------------------------------------------- | ---- | ---- | ---- | ---- | ---- | ---- | ---- | ---- | ---- | ---- | ---- | ---- | ---- | ---- |
| Obyvatelé                                                       | 232  | 241  | 231  | 240  | 200  | 157  | 152  | 11   | 6    | 3    | 3    | —    | 9    | 7    |
| Domy                                                            | 41   | 48   | 48   | 49   | 49   | 48   | 49   | 39   | —    | 2    | 1    | —    | 27   | 25   |
| Počet domů z roku 1961 je zahrnut v domech místní části Růžová. |      |      |      |      |      |      |      |      |      |      |      |      |      |      |

## Pamětihodnosti

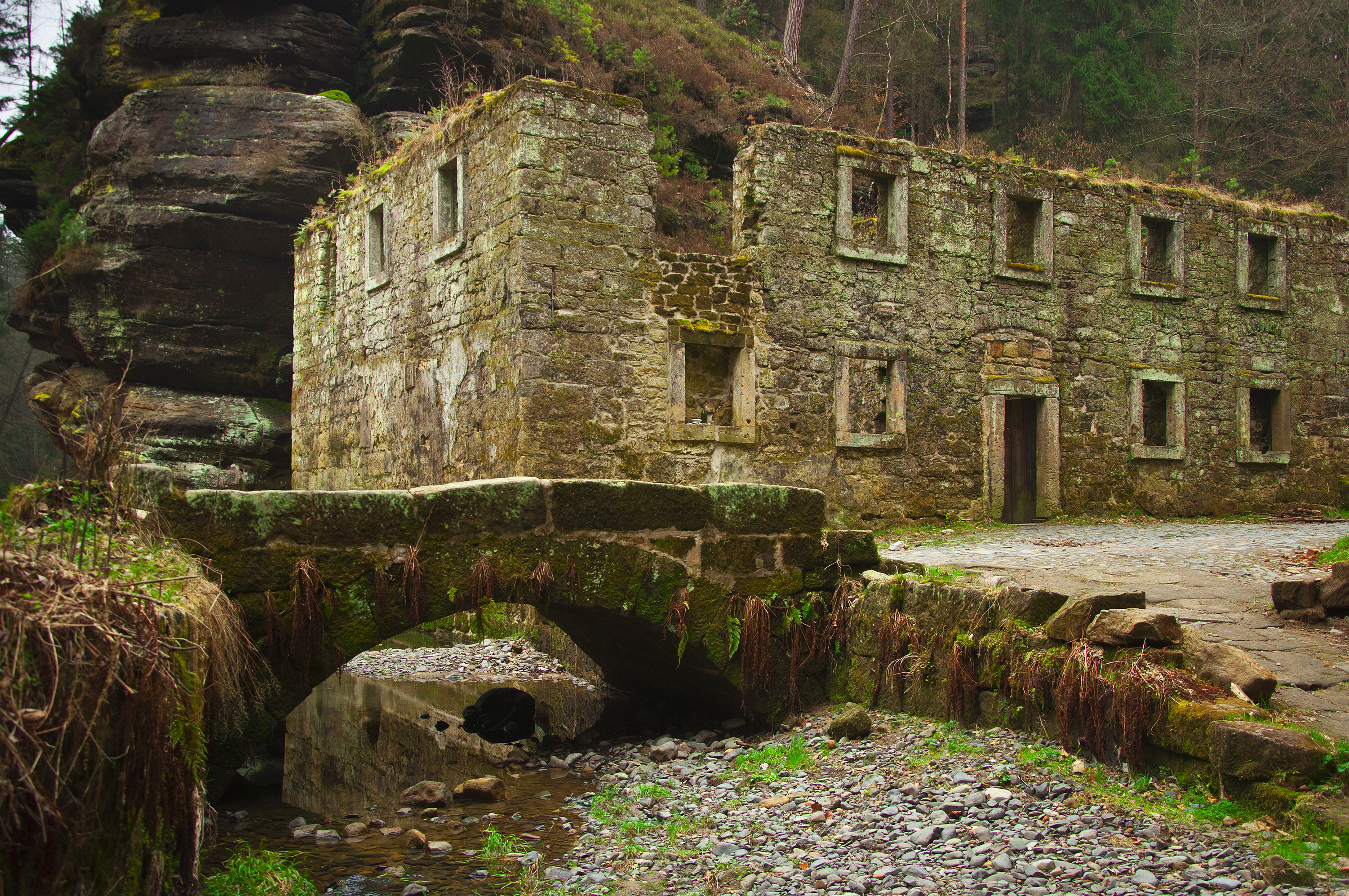
Zřícenina Dolského mlýna

Prakticky celá Kamenická Stráň je od roku 1995 chráněná jako vesnická památková zóna. Je zde zachován unikátní soubor německé lidové architektury, jako jsou přízemní roubené chalupy s hrázděným štítem, stavení s půdním polopatrem a hrázděným štítem a patrové budovy s hrázděným patrem. Východně od vesnice se nalézá chráněná lokalita Nad Dolským mlýnem, rašeliniště s výskytem rojovníku bahenního, které bylo až do roku 2019 chráněno jako samostatná přírodní památka.
Západně od vesnice, při lesní cestě do Růžové v trase místní naučné stezky, roste památný strom Borovice U obrázku. Asi padesát metrů na sever od památné borovice nedaleko křížení lesních cest se nachází jeden ze smírčích křížů, připomínajících tragické události, jež se udály v okolí Růžové. Tento tzv. Veroničin kříž stojí na místě, kde byla 5. září 1836 zavražděna svou pomocnicí kramářka Veronika Bergertová z Mikulášovic. Na kříži byl vyznačen letopočet 1837. Kříž byl poškozen v roce 1960 při svážení dřeva, avšak v roce 2012 byl obnoven v podobě repliky původního kříže.
V údolí řeky Kamenice, které je v těchto místech součástí první zóny Národního parku České Švýcarsko, na samém východním okraji katastru Kamenické Stráně, leží též rozvaliny někdejšího Dolského mlýna, kdysi zachyceného ve filmové pohádce Pyšná princezna.